# Арман Фалиер
Арман Фалиер (на френски: Armand Fallières) е френски политик. Президент на Франция в периода 1906 – 1913 г.